# Карлос Оррантія
Карлос Еміліо Оррантія Тревіньйо (ісп. Carlos Emilio Orrantia Treviño, нар. 1 лютого 1991, Мехіко) — мексиканський футболіст, півзахисник клубу «Толука».
Грав за молодіжну збірну Мексики.

## Клубна кар'єра
Народився 1 лютого 1991 року в місті Мехіко. Вихованець футбольної школи клубу «УНАМ Пумас». Дорослу футбольну кар'єру розпочав 2009 року в основній команді того ж клубу, в якій провів чотири сезони, взявши участь у 83 матчах чемпіонату.  Більшість часу, проведеного у складі «УНАМ Пумас», був основним гравцем команди.
Згодом з 2013 по 2018 рік грав у складі команд «Толука», «Сантос Лагуна», «Пуебла» та «Америка».
Своєю грою за останню команду знову привернув увагу представників тренерського штабу клубу «Сантос Лагуна», до складу якого повернувся 2018 року. Цього разу відіграв за команду з Торреона наступні п'ять сезонів своєї ігрової кар'єри. Граючи у складі «Сантос Лагуни» також здебільшого виходив на поле в основному складі команди.
До складу «Толуки» удруге у кар'єрі приєднався 2023 року.

## Виступи за збірні
2011 року залучався до складу молодіжної збірної Мексики. На молодіжному рівні зіграв у 14 офіційних матчах, забив 2 голи.
Того ж 2011 року був включений до заявки головної збірної Мексики для участі на тогорічному Кубку Америки, де, утім, на поле не виходив.

## Титули і досягнення
- Чемпіон Мексики (1):

«УНАМ Пумас»: Клаусура 2011